# エー・プラス
株式会社エー・プラス（英: A-Plus Inc.）は、日本の東京都港区に本社を置く芸能プロダクション。

## 主な所属タレント
- DAIGO
- 高橋文哉
- 福地展成
- 小園凌央
- 池田匡志
- 阿佐辰美
- 木田佳介
- 岩瀬洋志
- 本田響矢
- 河野玄斗
- 松井玲奈
- 志田こはく
- 花柳のぞみ
- 下田彩夏
- AMO
- ほしのあき
- 福原愛（業務提携）
- 岡田夢以（業務提携）

## かつて所属していた主なタレント
- 秋山優
- AYAMO
- 壱岐尾彩花
- 稲垣実花
- 今井華
- 臼田あさ美
- 大橋リナ
- 加藤ナナ
- 神室舞衣
- 倉橋沙由梨
- 栗田恵美
- 黒瀧まりあ
- 小阪由佳
- 白鳥百合子
- 新條由芽
- ソーズビー
- ダイスケ（daisuke katayama）
- 永井理子
- 野崎萌香
- NOBU
- ハヤカワ五味
- 松原渓
- 村上友梨
- 本山華子
- 森山るり
- 山岡由依
- 玲奈
- 転校少女歌撃団 → 転校少女*（塩川莉世・松井さやか）
- 芹那